# Maksymilian Fajans
Maksymilian Fajans (Sieradz, 1827 – Varsó, 1890. július 28.) zsidó származású lengyel művész, litográfus és fotográfus volt.

## Élete
Fajans a varsói Szépművészeti Iskolában (Szkoła Sztuk Pięknych) tanult 1844 és 1849 közt, majd 1850 és 1853 közt Párizsban a holland-francia festő, Ary Ssheffer tanítványa volt. Ő alapította az első fotostúdiók egyikét Varsóban. 1851 és 1863 között 14 ív portrét közölt a lengyel képek (Wizerunki polskie) című rajzsorozatában és 1851–1861 között 24 ívet közölt a Középkori Művészet (Wzory sztuki średniowiecznej) címmel, melyeket L. Łepkowski, B. Podczaszyński és mások művei után készített. 
Kromolithográfiáiban közölte a Virágok és Versek (Kwiaty i poezje) című művét 1858-ban, valamint könyvillusztrációkat a Karola Gustawa trofea.., azaz a Carl Gustav trófeái című könyvhöz.

## Portréi
Fajans az alábbi közismert lengyel személyiségekről készített portrékat:
- Aleksander Fredro
- Andrzej Artur Zamoyski
- Anna Nakwaska
- Antoni Edward Odyniec
- August Cieszkowski
- Antoni Melchior Fijałkowski
- Ignacy Feliks Dobrzyński
- January Suchodolski
- Jerzy Samuel Bandtkie
- Józef Bohdan Zaleski
- Józef Elsner
- Karol Libelt
- Karol Lipiński
- Kazimierz Wójcicki
- Lucjan Siemieński
- Stanisław Wodzicki
- Teodor Narbutt
- Józef Kremer

## Fordítás
- Ez a szócikk részben vagy egészben  a   Maksymilian Fajans című angol Wikipédia-szócikk ezen változatának fordításán alapul.  Az eredeti cikk szerkesztőit annak laptörténete sorolja fel. Ez a jelzés csupán a megfogalmazás eredetét és a szerzői jogokat jelzi, nem szolgál a cikkben szereplő információk forrásmegjelöléseként.